# Mohammed Rashad Shafshaq
Mohammed Rashid Rashad Shafshaq (in arabo محمد راشد رشاد شفشق‎?; 26 novembre 1910 – ...) è stato un cestista egiziano.

## Carriera
Con l'Egitto ha disputato i Giochi olimpici di Berlino 1936.